# Sabrina Marchese
Sabrina Marta Marchese (Sciacca, 26 maggio 1991) è una giocatrice di calcio a 5 ed ex calciatrice italiana, della Torres calcio a 5.
Per quindici anni nel calcio femminile a 11 ha ricoperto il ruolo di attaccante giocando diverse stagioni in Serie A, conquistando in carriera una Supercoppa italiana, e nelle nazionali giovanili Under-17 e Under-19, conquistando con quest'ultima formazione gli Europei Under-19 nel luglio 2008 giocando quattro partite nella fase finale.
Dal 2016 cambia disciplina diventando una giocatrice di calcio a 5, dapprima nella Torres C5, poi nel Futsal Femminile Cagliari, squadra di Serie A nella quale milita dal 2018.

## Carriera

### Club
Marchese si appassiona al calcio fin da giovanissima e dopo aver giocato con i maschietti nelle formazioni miste fino al raggiungimento dell'età massima consentita dalla federazione, nel 2005 coglie l'occasione offertale dall'A.S.D. Ginnic Club Stadium, associazione sportiva dilettantistica della sua cittadina di residenza, Sciacca, di giocare in una formazione interamente femminile. Con la maglia del Ginnic Club Stadium gioca nei campionati giovanili venendo inserita anche nella formazione titolare dove fa il suo esordio in Serie B nella stagione 2008-2009, alla 2ª giornata, il 12 ottobre 2008, nella partita vinta per 1-0 sul Centro Ester. Grazie alle sue 6 reti su 19 presenze al termine del campionato contribuisce al raggiungimento del 9º posto in classifica, posizione che le vale la salvezza, e della conquista della Coppa Disciplina.
Notata dagli osservatori della Roma, le viene offerta l'opportunità di giocare in Serie A vestendo la maglia giallorossa della formazione capitolina della stagione 2009-2010. Marchese accetta e fa il suo esordio nel massimo livello del campionato italiano femminile di calcio scendendo titolare già dalla 1ª di campionato, il 10 ottobre 2009, dove incontra il Tavagnacco fuori casa perdendo per 3-0. Sigla il suo primo gol in Serie A la giornata successiva, segnando all'87', su calcio di rigore, la seconda rete che chiude la partita con il Brescia. Con la Roma resta per tre campionati, fino alla stagione 2011-2012 che vede la squadra retrocedere in Serie A2. La situazione economica del club costringe la dirigenza a rinunciare all'A2 iscrivendo la squadra alla Serie C regionale e svincolando le proprie atlete, Marchese decide quindi di congedandosi con un tabellino personale di 17 reti segnate su 59 presenze in campionato.
Durante il calciomercato estivo 2012 decide di sottoscrivere un contratto con la Lazio, appena ripescata dalla retrocessione. Con le biancazzurre gioca la sola stagione 2012-2013 non riuscendo, nonostante le sue 9 reti su 24 incontri, a evitare alla squadra una nuova retrocessione a fine campionato.
Nell'estate 2013 trova un accordo con la Torres che le offre l'opportunità di rimanere a giocare in Serie A nonché di fare il suo esordio in una manifestazione UEFA riservata ai club grazie alla sua partecipazione alla Champions League. Con la maglia rossoblu conquista l'edizione 2013 della Supercoppa, militando agevolmente nella parte alta di classifica nella stagione 2013-2014, raggiungendo il 2º posto dietro il Brescia, quindi con la nuova denominazione della squadra S.E.F. Torres 1903 dopo l'accorpamento al club maschile, il 6º posto in nella stagione successiva. I problemi finanziari accumulati non permettono alla società di iscrivere la squadra alla stagione entrante e lasciano svincolate le proprie atlete. Marchese conclude così l'avventura sassarese con un tabellino personale di 13 reti realizzate su 46 presenze.
Durante il calciomercato estivo 2015 decide di sottoscrivere un contratto con l'Atletico Oristano, società con la quale riparte dalla Serie B, rimanendo una sola stagione e congedandosi con un tabellino personale di 22 incontri disputati e 7 reti siglate in campionato.

### Calcio a 5
Dalla stagione 2016-2017 decide di cambiare specialità sportiva passando al calcio a 5 femminile sottoscrivendo un contratto con la Torres per giocare in Serie A, il secondo livello del campionato italiano, dalla stagione entrante. Sotto le direttive di mister Mario Desole, capace di restituire stimoli e passione, disputa due stagioni. 
Nella stagione 2016/2017 raggiunge il 7º posto nel Girone A del Campionato di Serie A segnando 7 reti. Il primo gol in una partita ufficiale di futsal, arriva nel pareggio esterno contro il Real Lions Ancona alla quinta giornata di campionato.  Nella stagione successiva, 2017/2018, cambia la denominazione della competizione, diventando Serie A2. Sempre nel girone A, raggiunge il 3º posto che permette alla Torres di disputare i playoff. Il campionato si conclude in semifinale promozione contro il Bisceglie Femminile. Nello stesso anno, partecipa alla prima edizione della Coppa Italia di categoria, disputando i quarti di finale contro il Flamina. Il tabellino personale di Sabrina Marchese segna 6 centri stagionali. 
Anche nel futsal, la Serie A non si fa attendere. Nell'estate 2018 arriva la chiamata del Futsal Femminile Cagliari, squadra di calcio a 5 femminile militante nel massimo campionato nazionale. È così che nella prima giornata di campionato, contro la corazzata Futsal Salinis che si laureerà poi squadra campione d'Italia, arriva l'esordio in Serie A 2018/2019. La stagione si chiude con il decimo piazzamento in classifica e un bottino personale di reti che raggiunge quota 15 in 28 presenze. Le ambizioni societarie vedono un potenziamento della rosa in vista del campionato di Serie A 2019/2020, campionato caratterizzato dalla pandemia di Covid 19 e terminato anzitempo senza l'assegnazione del titolo nazionale. Al momento dello stop, alla 20ª giornata, il Futsal Femminile Cagliari occupa la 6ª posizione e sono 4 le reti siglate da Marchese. Nella stagione 2020/2021 decide di indossare la casacca numero 17 del Futsal Femminile Cagliari per il terzo anno consecutivo. I tagli dei fondi regionali destinati allo sport e numerosi casi di positività al Covid 19 che hanno interessato la rosa della compagine isolana, hanno complicato oltremisura l'andamento del campionato. Nonostante tutto, il Cagliari riesce a mantenere la categoria, raggiungendo la salvezza nell'ultima giornata di Serie A contro il Montesilvano. Le reti stagionali per Marchese sono 10, segnature che le conferiscono il titolo di migliore marcatrice di squadra.

### Nazionale

#### Calcio a 11
Il 2007 è l'anno della prima chiamata in Nazionale, a 17 anni, mentre disputa il campionato di Serie B tra le file del Ginnic Club Stadium. È Enrico Sabrdella, selezionatore della Nazionale Under 17, a convocarla e, con la maglia azzurra, disputa diverse amichevoli e partecipa alla fase di qualificazione del campionato europeo di categoria. 
È il 2008 a regalare la soddisfazione più grande. Corrado Corradini la convoca nella selezione nazionale under 19 e, in quello stesso anno, nel UEFA European Women's Under-19 Championship disputato in Francia, conquista il titolo di campionessa d'Europa.

#### Calcio a 5
Al suo terzo anno di calcio a 5 e primo di Serie A, nel dicembre 2018, arriva per Marchese la prima convocazione nella selezione nazionale della disciplina, in vista della doppia sfida amichevole contro l'Iran, incontro successivamente annullato per problemi organizzativi della nazionale asiatica. 
Nel 2019 disputa e vince la Women futsal week summer cup, svoltasi in Croazia nella cittadina di Varazdin. Il torneo, un quadrangolare, vede la partecipazione, oltre all'Italia e alle padrone di casa della Croazia, Polonia e Moldavia. 
Presenza fissa del roster nazionale, nel gennaio 2020, prende compete nella Lviv Freedom Cup, torneo internazionale disputato dal 12 al 15 gennaio a Lviv, Ucraina. Il torneo prevede due gironi: Grupo A: Italia, Slovacchia, Repubblica Ceca; Gruppo B: Ucraina, Ungheria e Finlandia. Nella gara contro la Repubblica Ceca, arriva la prima rete azzurra per Marchese. L'Italia conquista il gradino più alto del podio della Lviv Freedom Cup battendo in finale le padrone di casa dell'Ucraina.

## Palmarès

### Club
- Supercoppa italiana: 1

Torres: 2013

### Nazionale
- Campionato d'Europa under 19: 1

2008